# نيينغجونغ (بلدية)
نيينغجونغ (بالإنجليزية: Nyingzhong Township)‏ هي بلدية تقع في الصين في Damxung County. يقدر عدد سكانها وترتفع عن سطح البحر 4,228 متر.